# الأجنحة العسكرية للفصائل الفلسطينية
الأجنحة العسكرية للفصائل الفلسطينية هي التنظيمات المسلَّحة التي تنتمي إلى حركات وفصائل سياسية فلسطينية وتُمثل ذراعًا عسكريًا لها يسعى لتحقيق أهداف هذه الفصائل من خلال العمل المسلح. تأسَّسَت هذه الأجنحة كجزءٍ من النضال الفلسطيني ضد الاحتلال الإسرائيلي، ولكل فصيل فلسطيني قوي جناحه العسكري الخاص الذي يتميز بأهدافه واستراتيجياته وأسلوب عمله والتي تتماشى مع رؤية الفصيل السياسي. تهدفُ هذه الأجنحة العسكريّة إلى تحقيق أهداف فصائلها السياسية، سواءً عبر المقاومة المسلحة أو التأثير على المعادلة السياسية مع الاحتلال الإسرائيلي.

## الفصائل
تسردُ هذه المقالة قائمةً بالأجنحة العسكرية للفصائل الفلسطينية مع معلومات تعريفيّة حول كل جناح عسكري (الفصيل السياسي الذي يتبع له وتاريخ التأسيس) ثم أمثلة عن بعض القادة البارزين وكذلك أمثلة عن عمليات وحروب ملحوظة.
| الذراع العسكري               | الفصيل السياسي        | تاريخ التأسيس      | قادة بارزون | عمليات بارزة | معلومات إضافية |
| أجنحة عسكرية كبيرة           | أجنحة عسكرية كبيرة    | أجنحة عسكرية كبيرة | أجنحة عسكرية كبيرة | أجنحة عسكرية كبيرة | أجنحة عسكرية كبيرة |
| ---------------------------- | --------------------- | ------------------ | --- | --- | --- |
| كتائب الشهيد عز الدين القسام | حماس                  | 1991               | حاليون - محمد الضيف (1965) - مروان عيسى (1965) - يحيى السنوار (1962) مغتالون - يحيى عياش (1966 – 1996) - أحمد الجعبري (1960 – 2012) - رائد العطار (1974 – 2014) - أحمد الغندور (1967 – 2023 - أيمن نوفل (1974 – 2023) | - عشرات العمليات التفجيرية في التسعينيات - أسر جلعاد شاليط (2006) - معركة الفرقان (2008) - معركة حجارة السجيل (2012) - معركة العصف المأكول (2014) - معركة سيف القدس (2021) - عملية طوفان الأقصى (2023) | كتائب الشهيد عز الدين القسام هي الجناح العسكري لحركة المقاومة الإسلامية (حماس)، وقد تأسست في عام 1991 بهدف مقاومة الاحتلال الإسرائيلي وتعزيز النضال الفلسطيني من خلال العمل المسلح. سُميت الكتائب بهذا الاسم نسبةً للشيخ عز الدين القسام القائد الثوري السوري الذي قاد حركة مقاومة مسلحة ضد الاستعمار البريطاني في فلسطين في ثلاثينيات القرن العشرين. تُعتبر القسام جزءًا أساسيًا من استراتيجية حماس في مواجهة الاحتلال الإسرائيلي، وقد تبلورت قوتها خلال الانتفاضة الفلسطينية الأولى (1987-1993) وازدادت قدراتها بعد ذلك حتى صارت الفصيل العسكري الأقوى في فلسطين. |
| سرايا القدس                  | الجهاد الإسلامي       | 1981               | حاليون - زياد النخالة (1953) - أكرم العجوري مغتالون - بهاء أبو العطا (1977 – 2019) - خالد منصور (1975 – 2022) - تيسير الجعبري (1972 – 2022)                                                                           | - إطلاق مئات الصواريخ في الانتفاضة الثانية - معركة السماء الزرقاء (2012) - معركة البنيان المرصوص (2014) - معركة ثأر الأحرار (2023)                                                                     | سرايا القدس هي الجناح العسكري لحركة الجهاد الإسلامي في فلسطين، وقد تأسست في عام 1981 لمقاومة الاحتلال الإسرائيلي. تعرّف نفسها بأنها حركة جهادية إسلامية تستند إلى العقيدة الإسلامية في نهجها النضالي. تركز سرايا القدس على العمليات المسلحة بشكل رئيسي، بدءًا من الانتفاضة الفلسطينية الأولى وحتى اليوم، وتُعد ثاني أكبر قوة عسكرية في فلسطين بعد كتائب القسام. |
| أجنحة عسكرية متوسّطة          |                       |                    | | | |
| كتائب شهداء الأقصى           | فتح                   | 2000               | حاليون - ناصر عويص (1970) - زكريا الزبيدي (1976) مغتالون - رائد الكرمي (1974 – 2002) - إبراهيم النابلسي (2003 – 2022)                                                                                                 | - عمليات مسلحة ضد الجنود والمستوطنين خلال الانتفاضة الثانية (2000) - عمليات تفجيرية في تل أبيب (2002) - عمليات متفرقة في الضفة الغربية                                                                 | كتائب شهداء الأقصى هي الجناح العسكري لحركة فتح، وقد تأسست في بداية الانتفاضة الثانية (2000). تُعتبر هذه الكتائب إحدى المجموعات المسلحة التي قامت بتنفيذ العديد من الهجمات المسلحة ضد الجنود والمستوطنين الإسرائيليين. ترتبطُ هذه الحركة العسكريّة بحركة فتح بشكل غير رسمي، كما أنّ أغلب عناصرها يعملون بشكل مستقل منذ غيَّرت فتح نهجها وصارت تُفاوض المحتل وتعقدُ معه الصفقات السياسيّة. تراجعت قوّة هذ الحركة بعد انتهاء الانتفاضة الثانية بشكل كبير، لكنها ما زالت حاضرة في المشهد السياسي والمقاوم في بعض المناطق، خاصة في الضفة الغربية.                             |
| ألوية الناصر صلاح الدين      | لجان المقاومة الشعبية | 2000               | حاليون - غير معروفون مغتالون - جمال أبو سمهدانة (1963 – 2006) - عبد الكريم القوقا (1962 – 2006) - رأفت أبو هلال (1968 – 2023)                                                                                         | - هجوم معبر كارني (2005) - عملية الوهم المتبدد (2006) - إطلاق صواريخ على إسرائيل خلال حروب غزة - عملية طوفان الأقصى (2023)                                                                             | ألوية الناصر صلاح الدين هي الجناح العسكري للجان المقاومة الشعبية، وقد تأسست في عام 2000 في بداية الانتفاضة الثانية. اشتهرت الألوية بدورها في التخطيط لعملية أسر الجندي الإسرائيلي جلعاد شاليط رفقة كتائب القسّام عام 2006. تعتبر من الفصائل المسلحة التي تعتمدُ على تكتيكات العمليات التفجيرية، إطلاق الصواريخ، والاشتباكات المباشرة مع القوات الإسرائيلية. رغم صغر حجمها مقارنةً بكتائب القسام وسرايا القدس، إلا أنها تُعتبر فصيلاً ملحوظًا في قطاع غزة. |

## الأجنحة
| #  | الجناح العسكري               | الحركة التابع لها                |                                                        |
| -- | ---------------------------- | -------------------------------- | ------------------------------------------------------ |
| 1  | العاصفة                      | حركة فتح.                        | [ 1 ]                                                  |
| 2  | الفهد الأسود                 | حركة فتح.                        |                                                        |
| 3  | صقور الفتح                   | حركة فتح.                        |                                                        |
| 4  | كتائب الشهيد أحمد أبو الريش  | حركة فتح.                        |                                                        |
| 5  | كتائب شهداء الأقصى           | حركة فتح.                        |                                                        |
| 6  | كتائب عبد القادر الحسيني     | حركة فتح.                        |                                                        |
| 7  | كتائب الشهيد عز الدين القسام | حركة حماس                        | الجناح العسكري الأساسي لحركة حماس                      |
| 8  | سرايا القدس                  | حركة الجهاد الإسلامي             | الجناح العسكري الأساسي لحركة الجهاد الإسلامي في فلسطين |
| 9  | كتائب أبو علي مصطفى          | الجبهة الشعبية لتحرير فلسطين     | الجناح العسكري الأساسي ل الجبهة الشعبية لتحرير فلسطين. |
| 10 | ألوية الناصر صلاح الدين      | لجان المقاومة الشعبية            | الجناح العسكري الأساسي للجان المقاومة الشعبية.         |
| 11 | كتائب المقاومة الوطنية       | الجبهة الديمقراطية لتحرير فلسطين | الجناح العسكري ل الجبهة الديمقراطية تشكل عام 2000.     |